# Флавий Виктор (консул)
Вижте пояснителната страница за други личности с името Флавий Виктор.
Флавий Виктор (на латински: Flavius Victor) е политик и генерал (magister militum) на Римската империя през 4 век.
Виктор е от сарматски произход и е дълбоко вярващ католик. По времето на император Констанций II той служи на Изток. При император Юлиан той e comes и го придружава в похода му против персите през пролетта на 363 г.
На 26 юни 363 г. Юлиан умира от бойното му нараняване в битка с персите.
Виктор е в офицерската колегия за избиране на нов император, в която са и военачалниците Дагалайф, Невита и Флавий Аринтей. Те избират гвардейския офицер Йовиан, един християнин, за император.
При император Валент той става magister peditum и се бие против персите. През 369 г. преговаря с готите.
Същата година той е и консул. Колега му е Валентиниан Галат.
Виктор участва в битката при Адрианопол, в която римската войска претърпява против готите унищожителна загуба. Виктор безуспешно се опитва да спаси император Валент, информира за загубата също Грациан, племенник на Валент и император на Запада.
След това Виктор живее заедно с жена си на Изтока на империята, най-вече в Антиохия.